# Загір'я (заповідне урочище)
«Загір'я» — заповідне урочище місцевого значення. 
Урочище знаходиться в межах зони відчуження ЧАЕС ДСВКЛП «Чорнобильліс» на території Денисовицького лісового відділення, квартали 34, 35 (входять всі виділи). 
Об’єкт створено рішенням виконкому Київської обласної ради народних депутатів №510 від 29 жовтня 1979 року.
Урочище є пониззям, частоково зарослим лозою. Навколо розташовується сосново-березовий ліс з домішкою вільхи, осики, дуба, верби віком 30—40 років.